# Kopystka

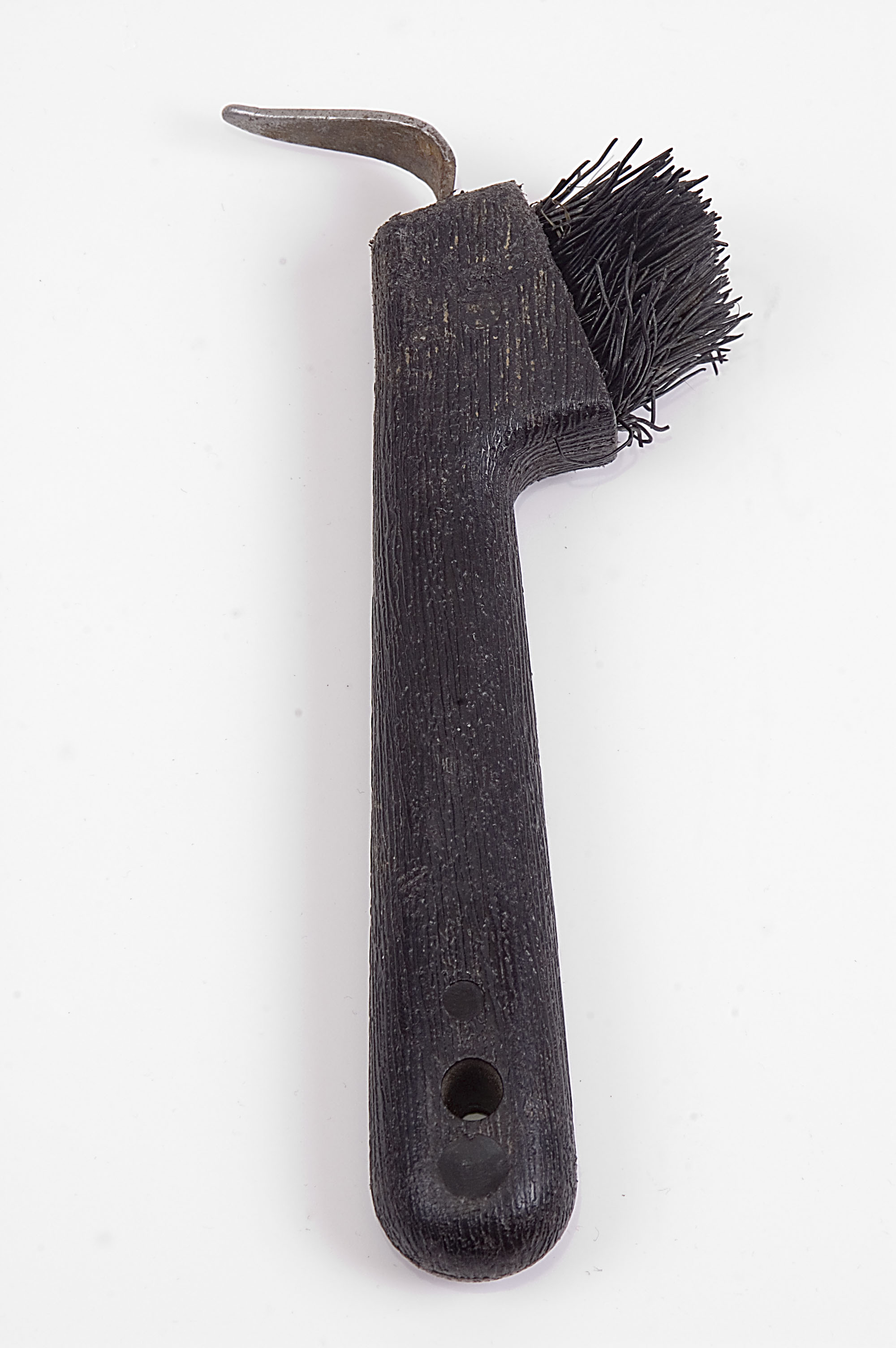
Kopystka ze szczotką

Kopystka – narzędzie służące do czyszczenia kopyt końskich. Za pomocą kopystki usuwa się różnego rodzaju materię, która utkwiła we wklęsłej podeszwie kopyta: słomę, wióry, brud, odchody, a także drobne kamyczki, piasek i inne obce ciała. 

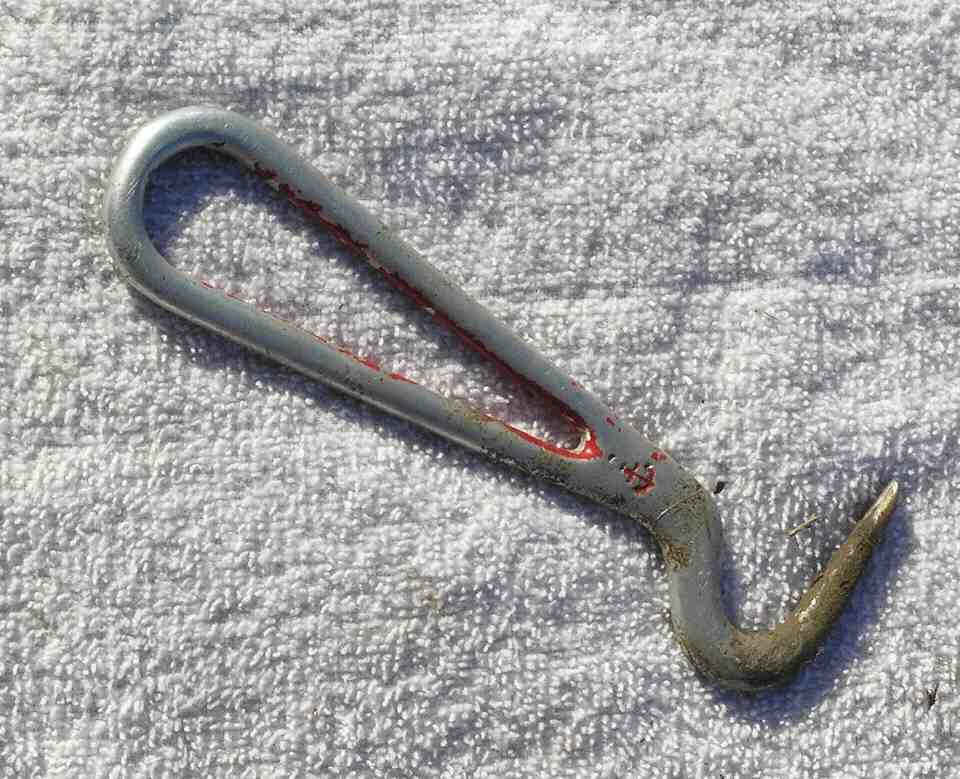
Kopystka

Kopystką powinno się operować od strony tzw. piętki do palca (przodu) kopyta, aby uniknąć zranienia się lub uszkodzenia podeszwy, strzałki lub piętki kopyta. Należy uważać, by nie uszkodzić wrażliwych okolic strzałki kopytowej.